# سولکویتس
سولکویتس (به آلمانی: Solkwitz) یک شهر در آلمان است که در زاله-ارلا واقع شده‌است. سولکویتس ۷۵ نفر جمعیت دارد.